# Schillingen

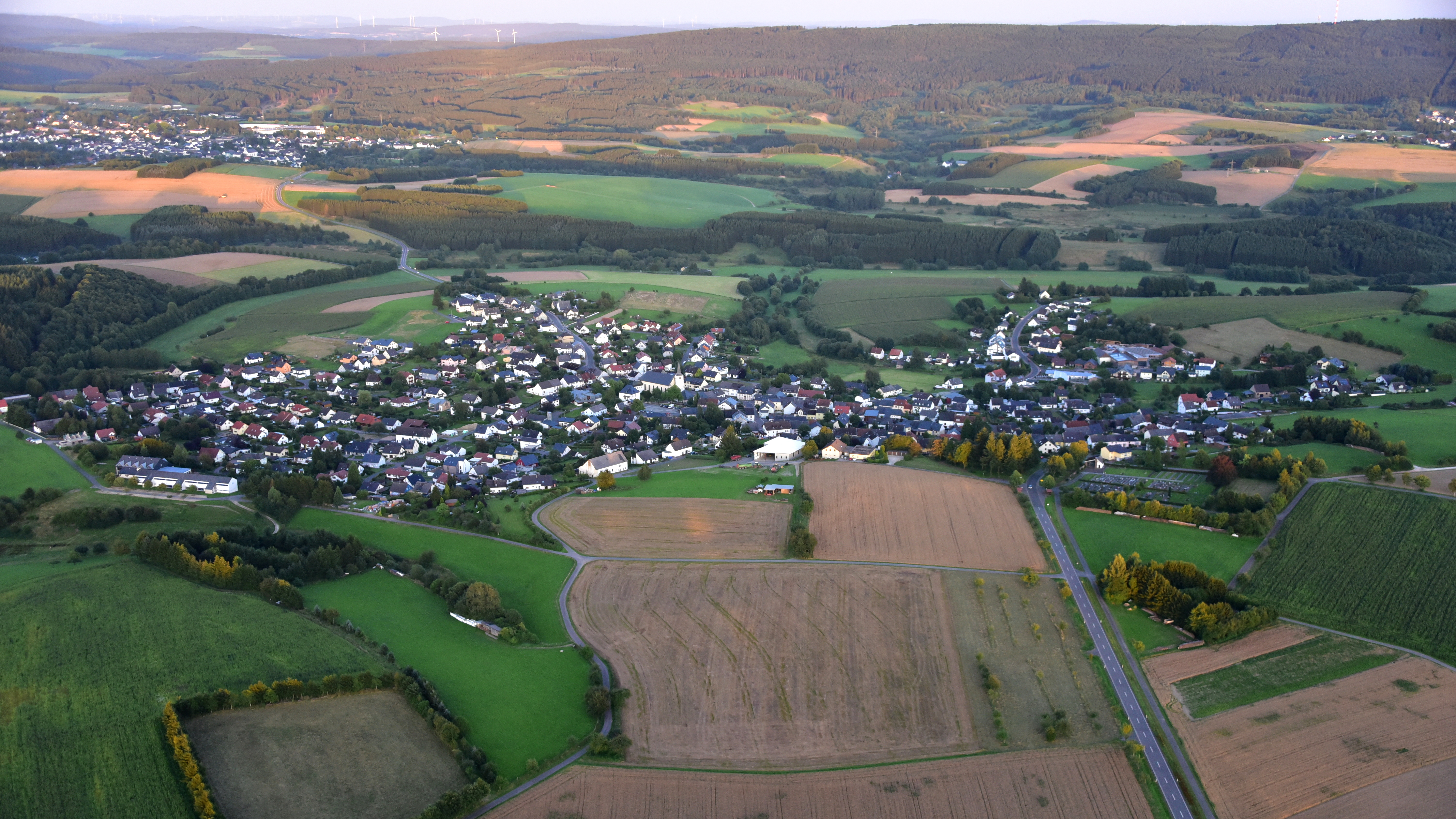
Schillingen, Luftaufnahme (2016)

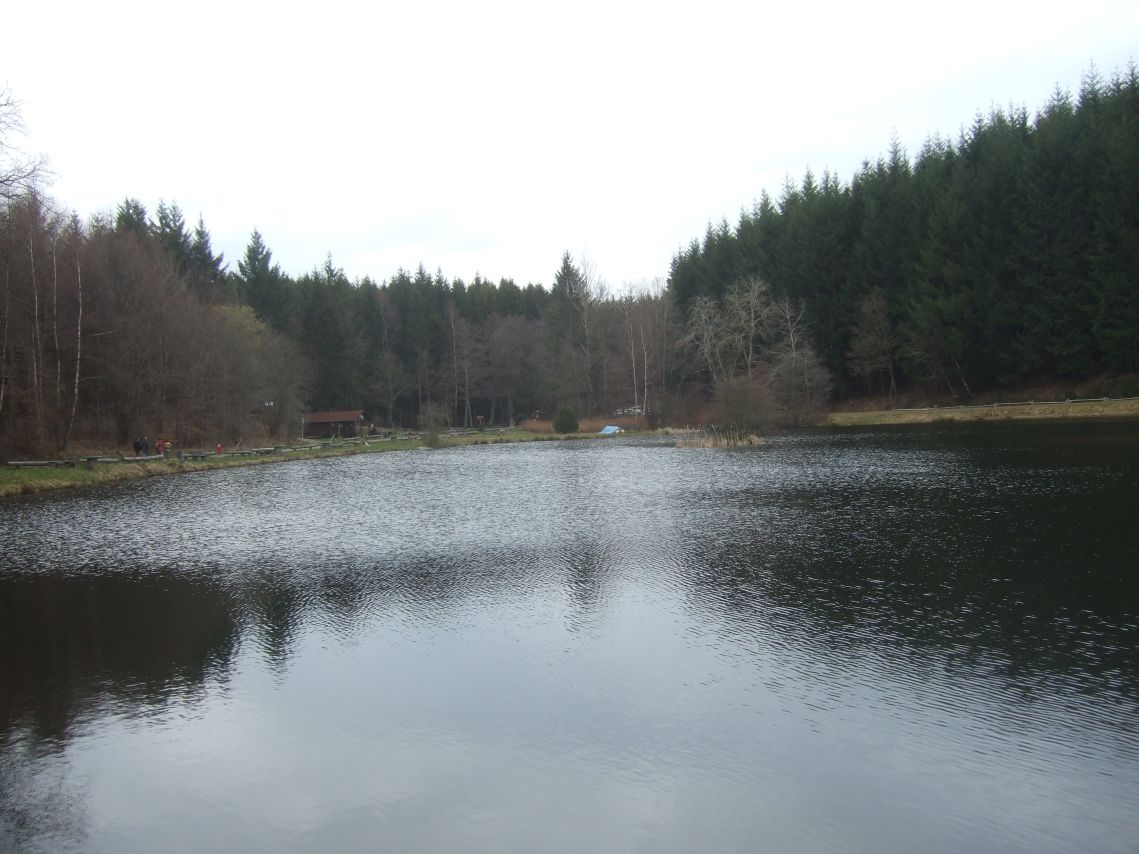
Flonterbach-Weiher

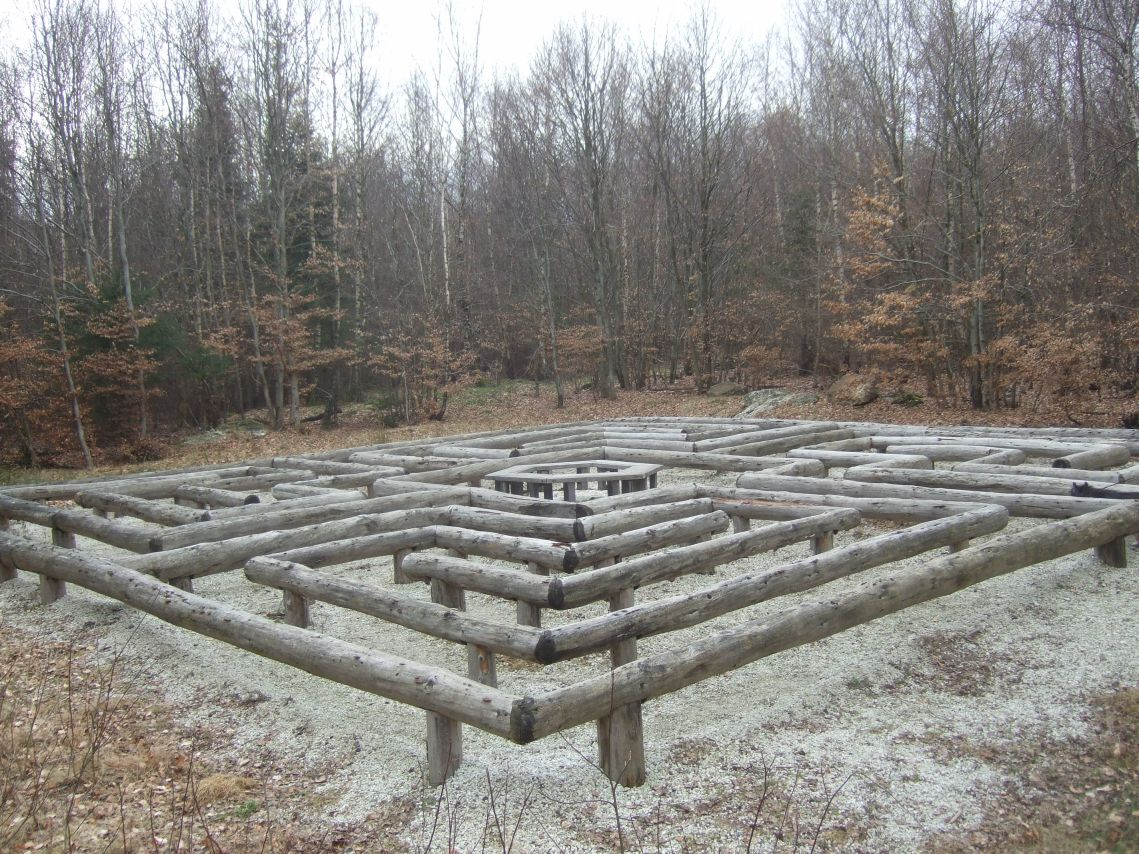
Baumstamm-Labyrinth

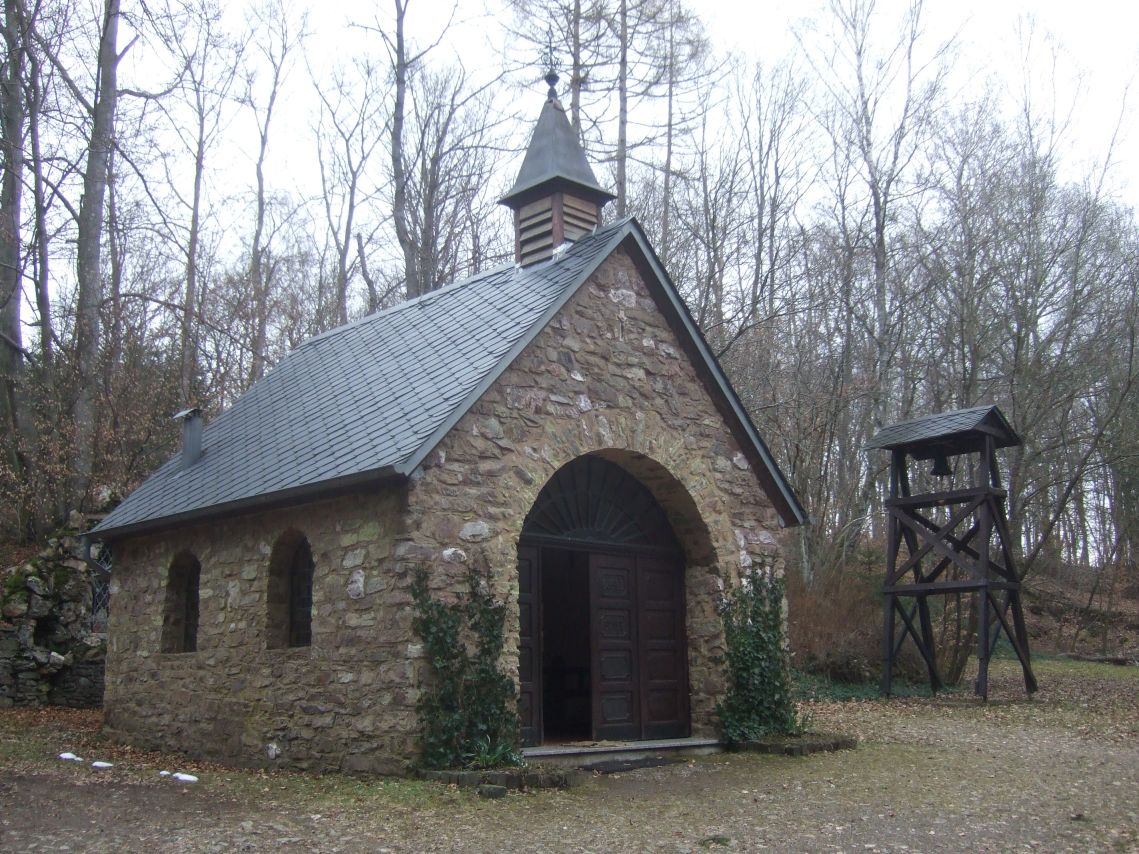
Fatima-Kapelle

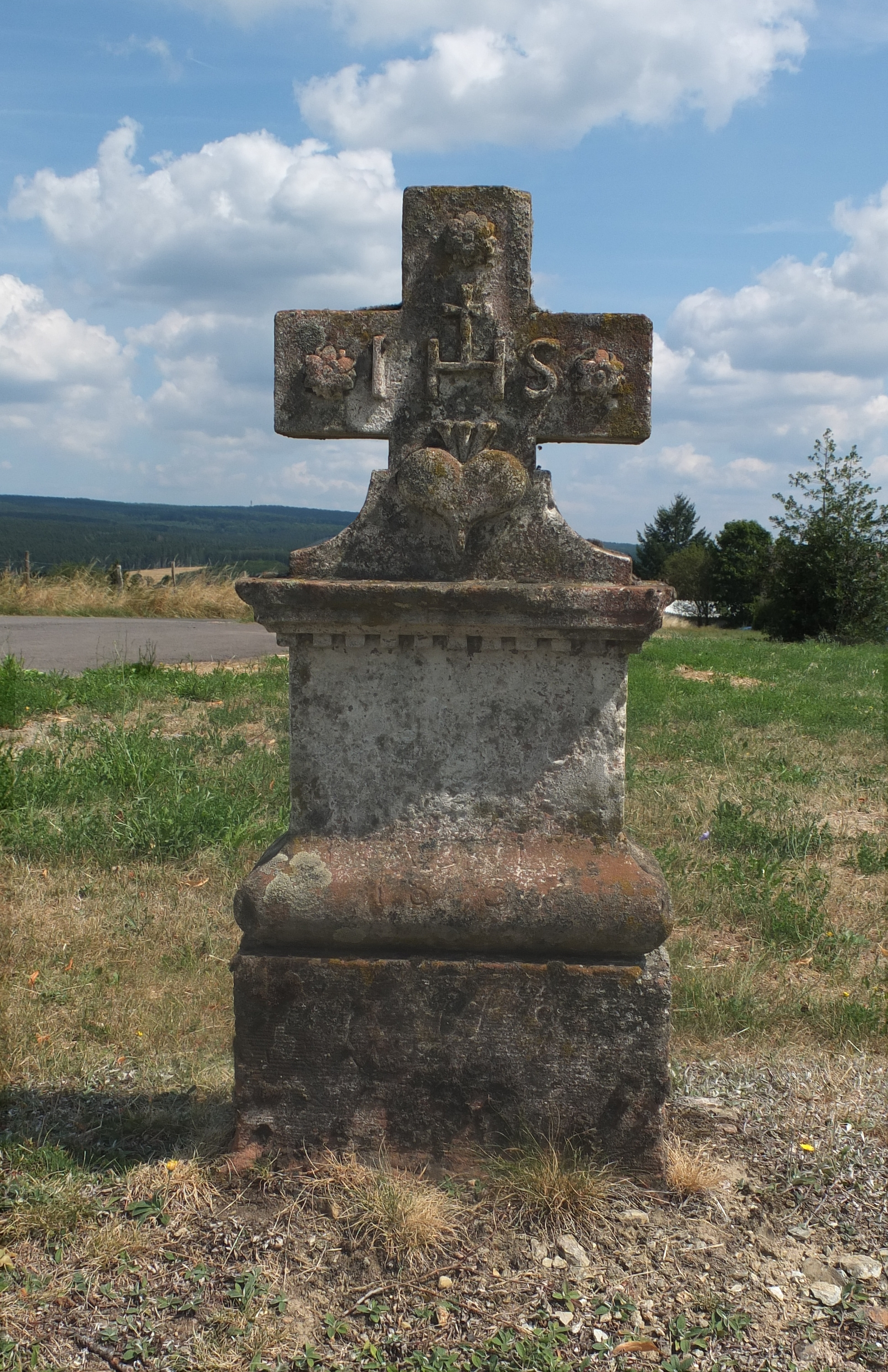
Wegekreuz am Ortseingang

Schillingen ist eine Ortsgemeinde im Landkreis Trier-Saarburg in Rheinland-Pfalz. Sie gehört der Verbandsgemeinde Saarburg-Kell an.

## Geographie
Der Ort liegt im Naturpark Saar-Hunsrück.
Zu Schillingen gehören auch die Wohnplätze Büdelter Hof, Hof Burg Heid, Burg Heider Mühle, Lindenhof, Schillinger Mühle, Tannenhof, Vierherrenhof, Hellberghof und Freizeitzentrum Schillingen.

## Geschichte
Bis Ende des 18. Jahrhunderts bildete Schillingen zusammen mit Waldweiler und dem halben Dorf Heddert eine eigene reichsunmittelbare Herrschaft unter der Landeshoheit des Trierer Domkapitels. Im Jahr 1794 wurde das Linke Rheinufer von französischen Revolutionstruppen eingenommen. Von 1798 bis 1814 gehörte Schillingen zum Kanton Hermeskeil im Saardepartement. Aufgrund der auf dem Wiener Kongress (1815) getroffenen Vereinbarungen kam die Region zum Königreich Preußen. Die Gemeinde war der Bürgermeisterei Kell im 1816 errichteten Landkreis Trier zugeordnet und gehörte von 1822 bis zum Ende des Zweiten Weltkriegs zur Rheinprovinz. Seit 1946 ist Schillingen Teil des Landes Rheinland-Pfalz.
Bevölkerungsentwicklung
Die Entwicklung der Einwohnerzahl von Schillingen, die Werte von 1871 bis 1987 beruhen auf Volkszählungen:
| Jahr | Einwohner |
| ---- | --------- |
| 1815 | 379       |
| 1835 | 716       |
| 1871 | 736       |
| 1905 | 785       |
| 1939 | 833       |
| 1950 | 902       |

| Jahr | Einwohner |
| ---- | --------- |
| 1961 | 1.100     |
| 1970 | 1.263     |
| 1987 | 1.288     |
| 2005 | 1.310     |
| 2011 | 1.222     |
| 2017 | 1.203     |

## Religion
Schillingen ist Sitz der katholischen Pfarrei Herz Jesu im Hochwald, die aus der Pfarreiengemeinschaft Schillingen im Pastoralen Raum Hermeskeil (ehem. Dekanat Hermeskeil-Waldrach) im Bistum Trier hervorgegangen ist.

## Politik

### Gemeinderat
Der Gemeinderat in Schillingen besteht aus 16 Ratsmitgliedern, die bei der Kommunalwahl am 9. Juni 2024 in einer personalisierten Verhältniswahl gewählt wurden, und dem ehrenamtlichen Ortsbürgermeister als Vorsitzendem.
Die Sitzverteilung im Gemeinderat:
| Wahl | SPD | CDU | Gesamt   |
| ---- | --- | --- | -------- |
| 2024 | 7   | 9   | 16 Sitze |
| 2019 | 9   | 7   | 16 Sitze |
| 2014 | 7   | 9   | 16 Sitze |
| 2009 | 9   | 7   | 16 Sitze |
| 2004 | 9   | 7   | 16 Sitze |
| 1999 | 10  | 6   | 16 Sitze |

### Bürgermeister
Markus Franzen (CDU) wurde 2009 Ortsbürgermeister von Schillingen. Bei der Direktwahl am 26. Mai 2019 wurde er mit einem Stimmenanteil von 72,48 % und am 9. Juni 2024 als einziger Bewerber mit 69,9 % jeweils für weitere fünf Jahre in seinem Amt bestätigt.
Franzens Vorgänger Ludwig Bohr (SPD) hatte das Amt von 1989 bis 2009 ausgeübt.

### Wappen
| Wappen von Schillingen | Blasonierung: „In Grün ein silbernes Schildchen, darin ein rotes Gänsefußkreuz, flankiert von zwei steigenden, goldenen Drachenschwanzrossen (Pferd mit Drachenschwanz).“ |
| Wappen von Schillingen | Wappenbegründung: Das Wappen des Domkapitels weist auf die jahrhundertelange Landeshoheit der Trierer Domherren hin. Die beiden Fabeltiere erinnern an eine Besiedlung des Ortes bereits in römischer Zeit. Sie sind einer Abbildung auf einem auf der Gemarkung von Schillingen gefundenen römischen Grabdenkmal nachempfunden. Die Farbe Grün symbolisiert den Waldreichtum. Das Wappen wurde am 14. Juni 1978 genehmigt. |

## Kultur und Sehenswürdigkeiten

### Bauwerke
- Die Pfarrkirche St. Albanus mit ihrem frühgotischen Turm ist das markanteste Gebäude des Ortes.
- Im Sommer 2017 wurde mit dem sechs Meter hohen Aussichtsturm 7-Köpfe-Blick eine Aussichtsplattform geschaffen, die einen Panoramablick über die Höhenzüge des Schwarzwälder und des Osburger Hochwaldes verschafft: Heidkopf (Schillingen) (530 m), Rösterkopf (708 m), Erbeskopf (816 m), Sandkopf (757 m), Teufelskopf (695 m), Schimmelkopf (695 m) und Raukopf (Mandern) (524 m) bilden dabei von Nordwesten aus im Uhrzeigersinn das Panorama.

Siehe auch: Liste der Kulturdenkmäler in Schillingen

### Sportanlagen
Die Sport- und Mehrzweckhalle befindet sich neben der Grundschule am Ortsrand. Die Sportanlagen, zwei Fußballplätze sowie drei Tennisplätze, befinden sich außerhalb der Ortslage zwischen Schillingen und Heddert.

### Stausee Flonterbach
Zwischen Schillingen und Heddert befindet sich ein kleiner Stausee am Flonterbach mit der Spießbratenhalle, einem Waldspielplatz, einem Baumstammlabyrinth, einem Waldlehrpfad, einem Barfußpfad sowie der Fátimakapelle.

### Vereine
Sportvereine sind unter anderem der Tennisverein Schillingen-Heddert sowie der TuS Schillingen (Fußball, Gymnastik).
Neben den Sportvereinen gibt es mehrere Musikvereine und Chöre.
- Kirchenchor „Cäcilia“
- Musikverein „Cäcilia“
- Männergesangverein „Liederkranz“ Schillingen

## Wirtschaft und Infrastruktur
Die Wirtschaft vor Ort ist neben kleinerem Gewerbe vor allem vom Tourismus und der Landwirtschaft geprägt. Arbeitsplätze finden sich vor allem zum einen im nahen Bilsteinwerk, zum anderen in Trier. An der Bahnhofstraße zwischen Waldweiler und Schillingen gibt es im Ortsgebiet von Schillingen einen Supermarkt, eine über 140 Jahre alte Gaststätte und einen taiwanesischen Teeladen. Teilweise auf der Gemarkung von Schillingen liegt das von der Verbandsgemeinde Saarburg-Kell betriebene Freibad Hochwald mit Campingplatz.
Nahe dem Bilsteinwerk in Niederkell befand sich der Bahnhof Schillingen der Ruwertalbahn, auf deren Trasse später der Ruwer-Hochwald-Radweg entstand. Der ehemalige Bahnhof Lampaden nahe der Burg Heid lag auf Schillinger Gemarkung.
Der Schillinger Panoramaweg ist eine Traumschleife am Saar-Hunsrück-Steig.
Schillingen ist Sitz der Grundschule Schillingen-Kell am See. Die Realschule plus (Hauptschule mit zehnter Klasse) befindet sich in Kell am See.
Alle öffentlichen Gebäude sowie einige Privathaushalte und Bürogebäude im Ort werden seit 2013 über Nahwärme durch eine privat betriebene Biogasanlage mit Blockheizkraftwerk versorgt.

## Persönlichkeiten
- Carl-Friedrich Geyer (* 1949 in Schillingen), Hochschullehrer für Philosophie